# Доман
Доман (рум. Doman) насеље је у Румунији у жупанији Караш-Северин у граду Решица. Oпштина се налази на надморској висини од 356 m.

## Прошлост
Аустријски царски ревизор Ерлер је 1774. године констатовао да место припада Карашовском округу, вршачког дистрикта. Становништво је било претежно влашко.

## Становништво
Према подацима из 2002. године у насељу је живело 758 становника.

### Попис2002.
| Расподела становништва по националности 2002.‍ | Расподела становништва по националности 2002.‍ | Расподела становништва по националности 2002.‍ | Расподела становништва по националности 2002.‍ | Расподела становништва по националности 2002.‍ |
| --------------------------------------------- | --------------------------------------------- | --------------------------------------------- | --------------------------------------------- | --------------------------------------------- |
|                                               |                                               |                                               |                                               |                                               |
| Румуни                                        | Румуни                                        |                                               | 701                                           | 93,5%                                         |
| Мађари                                        | Мађари                                        |                                               | 9                                             | 1,2%                                          |
| Украјинци                                     | Украјинци                                     |                                               | 8                                             | 1,1%                                          |
| Немци                                         | Немци                                         |                                               | 32                                            | 4,3%                                          |